# Andrew Lincoln
Pour les articles homonymes, voir Lincoln.
Andrew James Clutterbuck, dit Andrew Lincoln est un acteur britannique, né le 14 septembre 1973 à Londres (Angleterre).
Il est principalement connu pour son rôle de l'officier Collinson dans la série Strike Back et surtout pour celui de Rick Grimes dans la série télévisée d'horreur The Walking Dead.

## Biographie

### Enfance et débuts
Andrew James Clutterbuck naît à Londres, d'un père anglais, ingénieur et d'une mère sud-africaine, infirmière. Il grandit à Hull et déménage à Bath, dans le Somerset, à l'âge de 10 ans. Après avoir quitté l'école Beechen Cliff, il s'inscrit à l'université Royal Academy of Dramatic Art (RADA), où il change son nom de famille, qui devient alors Lincoln.
Son frère, Richard Clutterbuck, travaille comme chef d'établissement adjoint à St Laurence School à Bradford.

### Carrière
Andrew Lincoln fait sa première apparition à la télévision dans un épisode de la série Drop the Dead Donkey.
Il trouve son premier rôle important dans la série britannique La Vie en face, qui suit les débuts dans le monde des affaires de quatre jeunes diplômés.
En 1999, il poursuit avec plusieurs petits rôles, à la télévision et au cinéma, comme dans Human Traffic.
En 2003, il gagne en notoriété grâce à sa participation à la comédie romantique à succès Love Actually. Il y incarne un homme amoureux de la femme de son meilleur ami, jouée par Keira Knightley. Témoin à leur mariage, il s'efforce de maintenir une distance avec elle en se montrant odieux.
Jouant régulièrement dans les séries, il est ensuite appelé pour incarner Robert Bridge dans la série Afterlife en 2005 et 2006, qui a du mal à croire à tout ce qui touche au paranormal. Il joue également en 2006 dans le film de Lisa Azuelos, Comme t'y es belle !, où il interprète un anglais dont Isa, incarnée par Michèle Laroque, tombe amoureuse.
En 2009, il apparaît dans la mise en scène de la chanson Parlour. La même année, il joue dans la série Strike Back, qui a été tournée en Afrique du Sud et diffusée sur Sky1.
En 2010, il n'abandonne pas pour autant le grand écran, puisqu'il se glisse dans la peau du futur mari de Vanessa Paradis dans le film L'Arnacœur de Pascal Chaumeil, gros carton de l'année 2010 en France. C’est également en 2010 que sa carrière prend un tournant fondamental, lorsqu’il est choisi pour interpréter Rick Grimes, le rôle principal de la série télévisée The Walking Dead. Initiée par Frank Darabont, d'après le comics du même nom, la série connaît un véritable succès. L'acteur a notamment reçu de très nombreuses récompenses.

### Vie privée
Le 10 juin 2006, Andrew Lincoln épouse Gael Anderson, la fille du musicien Ian Anderson du groupe de rock Jethro Tull. Le couple donne naissance à une fille, Matilda, le 10 septembre 2007 et en 2010 à un garçon, Arthur.

## Filmographie

### Cinéma
- 1995 : Boston Kickout : Ted
- 1999 : Human Traffic de Justin Kerrigan : Felix
- 2000 : Offending Angels : Sam
- 2000 : Gangster No. 1 de Paul McGuigan : Maxie King
- 2003 : Love Actually de Richard Curtis : Mark
- 2006 : Amour et Conséquences (Scenes of a Sexual Nature) d'Ed Blum : Jamie
- 2006 : Comme t'y es belle ! de Lisa Azuelos : Paul
- 2010 : L'Arnacœur de Pascal Chaumeil : Jonathan
- 2010 : We Want Sex Equality de Nigel Cole : M. Clarke
- 2020 : Penguin Bloom de Glendyn Ivin : Cameron Bloom

### Télévision

#### Téléfilms
- 1995 : N 7 : Andy
- 1996 : Over Here : Cappy
- 1997 : The Woman in White : Walter Hartright
- 2000 : Bomber : le capitaine Willy Byrne
- 2000 : A Likeness in Stone : Richard Kirschman
- 2003 : State of Mind : Julian Latimer
- 2004 : Père malgré lui : Barry Flint
- 2004 : Face au mensonge : Will Tomlison
- 2009 : Les Hauts de Hurlevent : Edgar Linton

#### Séries télévisées
- 1996-1997 : La Vie en face (This Life) : Edgar « Egg » Cook (32 épisodes)
- 2001-2003 : Teachers (en) : Simon Casey (20 épisodes)
- 2006 : Afterlife : Robert Bridge (14 épisodes)
- 2010 : Strike Back : Hugh Collinson (6 épisodes)
- 2010-2022 : The Walking Dead : Rick Grimes (104 épisodes)
- 2018 : Fear the Walking Dead : Rick Grimes (saison 4, épisode 1)
- 2022 : Le Cabinet de curiosités de Guillermo del Toro (Guillermo del Toro's Cabinet of Curiosities) : Edgar ( épisode 8)
- 2024 : The Walking Dead: The Ones Who Live : Rick Grimes (également producteur exécutif, scénariste et co-créateur)

Documentaire
- 2008 : Mission Apollo 11, les premiers pas sur la Lune : Michael Collins

### Autres
- 2024 : A Better Paradise Volume One: An Aftermath (fiction audio)  : Dr. Mark Tyburn

## Distinctions
| Année | Récompense                          | Catégorie                                                               | Résultat   | Film             |
| ----- | ----------------------------------- | ----------------------------------------------------------------------- | ---------- | ---------------- |
| 2004  | British Academy Film Awards         | meilleur nouveau réalisateur de fiction                                 | Nomination | Teachers (en)    |
| 2004  | Phoenix Film Critics Society Awards | meilleure distribution                                                  | Nomination | Love Actually    |
| 2004  | Empire Awards                       | meilleur espoir                                                         | Nomination | Love Actually    |
| 2007  | Nymphe d'or                         | meilleur acteur dans une série dramatique                               | Lauréat    | Afterlife        |
| 2010  | IGN Summer Movie Awards             | meilleur héros de télévision                                            | Lauréat    | The Walking Dead |
| 2011  | Saturn Awards                       | meilleur acteur de télévision                                           | Nomination | The Walking Dead |
| 2011  | Scream Awards                       | meilleur acteur d'horreur                                               | Nomination | The Walking Dead |
| 2012  | Satellite Awards                    | Meilleure distribution                                                  | Lauréat    | The Walking Dead |
| 2013  | Saturn Awards                       | Meilleur acteur                                                         | Nomination | The Walking Dead |
| 2013  | Critics' Choice Television Awards   | Meilleur acteur dans une série dramatique                               | Nomination | The Walking Dead |
| 2013  | TV Guide Awards                     | Acteur favori                                                           | Nomination | The Walking Dead |
| 2014  | People's Choice Awards              | acteur de télévision favori dans un rôle de science-fiction/fantastique | Nomination | The Walking Dead |
| 2014  | People's Choice Awards              | Anti-héros de télévision favori                                         | Lauréat    | The Walking Dead |
| 2015  | Saturn Awards                       | Meilleur acteur                                                         | Lauréat    | The Walking Dead |
| 2016  | Saturn Awards                       | Meilleur acteur                                                         | Nomination | The Walking Dead |
| 2018  | Saturn Awards                       | Meilleur acteur                                                         | Nomination | The Walking Dead |

## Voix francophones
En version française, Tanguy Goasdoué, est la voix d'Andrew Lincoln dans la quasi-totalité de ses apparitions. Il le double notamment dans Love Actually, Afterlife, Strike Back, The Walking Dead et Penguin Bloom. Il est également doublé par Philippe Allard dans Les Hauts de Hurlevent.